# Bovina (Texas)
Bovina é uma cidade localizada no estado norte-americano do Texas, no Condado de Parmer.

## Demografia
Segundo o censo norte-americano de 2000, a sua população era de 1874 habitantes. 
Em 2006, foi estimada uma população de 1799, um decréscimo de 75 (-4.0%).

## Geografia
De acordo com o United States Census Bureau tem uma área de 
2,2 km², dos quais 2,2 km² cobertos por terra e 0,0 km² cobertos por água. Bovina localiza-se a aproximadamente 1240 m acima do nível do mar.

## Localidades na vizinhança
O diagrama seguinte representa as localidades num raio de 36 km ao redor de Bovina. 